# Clay Blaker
Clay Blaker (* 27. Juni 1950 in Houston, Texas) ist ein US-amerikanischer Sänger, Country-Musiker und Songwriter.

## Leben
Blaker lebte einige Jahre auf Hawaii, bevor er 1974 in Los Angeles die Texas Honky Tonk Band gründete. 1976 wechselte man gemeinsam nach Houston, in die Heimatstadt Blakers. Hier traten Clay und seine Band fast ein Jahrzehnt lang bis zu 300 Mal im Jahr in lokalen Clubs und Dance-Halls auf.
Der Durchbruch kam 1982, als sein Freund George Strait einen seiner Songs aufnahm. Strait spielte in den folgenden Jahren weitere Blaker-Stücke ein, ebenso wie Tim McGraw, LeAnn Rimes, Clay Walker und andere. Der Song We Must Be Loving Right wurde sogar von Barbra Streisand aufgenommen.
Clay Blaker nahm auch selbst einige CDs auf, die aber nicht sonderlich erfolgreich waren.
Im Sommer 2002 entschloss sich Clay, sich aus der Musikszene zurückzuziehen, er wanderte mit seiner Frau Allene auf eine panamaische Insel aus.

## Diskografie
- 1981 – What A Way To Live
- 1986 – Sooner Or Later
- 1993 – Laying It All On The Line
- 1998 – Rumor Town
- 2001 – Welcome To The Wasteland

– Goin’ Home To Texas / Don’t Know What Sells (Single)
– Texas Honky Tonk / The Only Thing I Have Left (Single)
- 2015 – Still Rockin'
- 2015 – Still Swingin'
- 2015 – Still Country
- 2016 – The Early Singles: 1978–1987
- 2016 – What a Way To Live – Re-release Edition
- 2017 – Through the Years 1979-2002, Vol. 1 (Live)
- 2017 – Through the Years 1979-2002, Vol. 2 (Live)